# Letnie Mistrzostwa Bułgarii w Skokach Narciarskich 2018
Letnie Mistrzostwa Bułgarii w Skokach Narciarskich 2018 – zawody mające na celu wyłonić letniego mistrza Bułgarii. Podobnie jak w poprzednim sezonie rozegrane zostały w rumuńskim Râșnovie. Mistrzostwa zostały przeprowadzone w dwóch terminach, kolejno 12 września oraz 5 października w pięciu kategoriach wiekowych: juniorzy starsi i młodsi, młodzież starsza i młodsza, oraz dzieci.
Najstarszą kategorię wiekową wygrał dwukrotnie Krasimir Simitczijski przed braćmi Wiktorem Christowem i Kałojanem Christowem. 
Mistrzem wśród juniorów młodszych został Jani Georgiew. Na drugim i trzecim miejscu dwukrotnie plasowali się Georgi Stanojew, oraz Walentin Nikołow.
Tytuł mistrzowski wśród młodzieży starszej zdobył Kamen Sotirow, a w kategorii młodzieży młodszej Georgi Karadżinow.

## Wyniki

### Junior starszy
| Msc. | Zawodnik              | Klub       | I seria | II seria | Punkty |
| ---- | --------------------- | ---------- | ------- | -------- | ------ |
| 1.   | Krasimir Simitczijski | SK Riłski  | 65,0 m  | 65,0 m   | 224,8  |
| 2.   | Wiktor Christow       | SK Witosza | 54,5 m  | 54,5 m   | 165,9  |
| 3.   | Kałojan Christow      | SK Witosza | 43,0 m  | 45,0 m   | 110,0  |
| 4.   | Władimir Stanojew     | SK Riłski  | 35,0 m  | 37,0 m   | 41,6   |

| Msc. | Zawodnik              | Klub       | I seria | II seria | Punkty |
| ---- | --------------------- | ---------- | ------- | -------- | ------ |
| 1.   | Krasimir Simitczijski | SK Riłski  | 63,0 m  | 65,0 m   | 220,0  |
| 2.   | Wiktor Christow       | SK Witosza | 56,5 m  | 54,5 m   | 168,3  |
| 3.   | Kałojan Christow      | SK Witosza | 46,0 m  | 45,0 m   | 115,2  |
| 4.   | Władimir Stanojew     | SK Riłski  | 39,0 m  | 37,0 m   | 50,4   |

### Junior młodszy
| Msc. | Zawodnik         | Klub       | I seria | II seria | Punkty |
| ---- | ---------------- | ---------- | ------- | -------- | ------ |
| 1.   | Jani Georgiew    | SK Witosza | 34,0 m  | 35,0 m   | 181,3  |
| 2.   | Georgi Stanojew  | SK Riłski  | 32,0 m  | 31,0 m   | 150,1  |
| 3.   | Walentin Nikołow | SK Riłski  | 30,0 m  | 30,5 m   | 134,6  |
| 4.   | Iwajło Gerczjew  | SK Riłski  | 27,0 m  | 25,0 m   | 84,4   |

| Msc. | Zawodnik         | Klub       | I seria | II seria | Punkty |
| ---- | ---------------- | ---------- | ------- | -------- | ------ |
| 1.   | Jani Georgiew    | SK Witosza | 34,0 m  | 33,0 m   | 174,9  |
| 2.   | Georgi Stanojew  | SK Riłski  | 32,0 m  | 33,0 m   | 156,5  |
| 3.   | Walentin Nikołow | SK Riłski  | 30,0 m  | 32,0 m   | 139,4  |
| 4.   | Iwajło Gerczjew  | SK Riłski  | 28,0 m  | 26,0 m   | 90,8   |

### Młodzież starsza
| Msc. | Zawodnik         | Klub           | I seria | II seria | Punkty |
| ---- | ---------------- | -------------- | ------- | -------- | ------ |
| 1.   | Kamen Sotirow    | SK OTP Samokow | 18,0 m  | 17,5 m   | 249,1  |
| 2.   | Iwan Sławkow     | SK Witosza     | 16,0 m  | 17,5 m   | 237,6  |
| 3.   | Dobromir Taszkow | SK Witosza     | 10,0 m  | 9,0 m    | 143,4  |

| Msc. | Zawodnik         | Klub           | I seria | II seria | Punkty |
| ---- | ---------------- | -------------- | ------- | -------- | ------ |
| 1.   | Kamen Sotirow    | SK OTP Samokow | 18,0 m  | 16,5 m   | 244,3  |
| 2.   | Iwan Sławkow     | SK Witosza     | 17,0 m  | 17,5 m   | 242,4  |
| 3.   | Dobromir Taszkow | SK Witosza     | 8,0 m   | 9,0 m    | 132,8  |

### Młodzież młodsza
| Msc. | Zawodnik          | Klub           | I seria | II seria | Punkty |
| ---- | ----------------- | -------------- | ------- | -------- | ------ |
| 1.   | Georgi Karadżinow | SK OTP Samokow | 16,0 m  | 14,0 m   | 201,7  |
| 2.   | Jana Balkanska    | SK OTP Samokow | 8,0 m   | 7,5 m    | 129,5  |
| 3.   | Mateja Gotewa     | SK OTP Samokow | 4,0 m   | 4,5 m    | 80,5   |

| Msc. | Zawodnik          | Klub           | I seria | II seria | Punkty |
| ---- | ----------------- | -------------- | ------- | -------- | ------ |
| 1.   | Georgi Karadżinow | SK OTP Samokow | 16,0 m  | 15,0 m   | 206,5  |
| 2.   | Jana Balkanska    | SK OTP Samokow | 8,0 m   | 7,5 m    | 131,9  |
| 3.   | Mateja Gotewa     | SK OTP Samokow | 6,0 m   | 5,5 m    | 94,9   |